# North Balgowlah, New South Wales
North Balgowlah este o suburbie în Sydney, Australia.